# BA Euroflyer
British Airways Euroflyer (BA Euroflyer) è una compagnia aerea britannica e una sussidiaria interamente controllata da British Airways. Gestisce una rete di servizi a corto raggio dalla sua base presso l'aeroporto di Gatwick, vicino a Londra, Inghilterra. Tutti i servizi sono contrassegnati con i colori, i titoli e i numeri di volo BA.

## Storia
Nel 2020, a causa della pandemia di COVID-19, British Airways sospese tutte le operazioni presso l'aeroporto di Gatwick, concentrando le attività su Heathrow. Nel 2021, per competere più efficacemente con le compagnie low-cost come easyJet, British Airways annunciò l'intenzione di creare una nuova entità dedicata ai voli a corto raggio da Gatwick, simile al modello di BA CityFlyer operante da London City Airport.
BA Euroflyer iniziò le operazioni nel marzo 2022, inizialmente con voli operati direttamente da British Airways. A dicembre 2022, la compagnia ottenne il proprio Certificato di Operatore Aereo (AOC) rilasciato dalla Civil Aviation Authority del Regno Unito, che le consente di trasportare passeggeri, merci e posta su aeromobili con più di 20 posti.

## Destinazioni
BA Euroflyer opera oltre 40 destinazioni in Europa, Nord Africa e Asia occidentale, tutte con partenza dalla sua base di Londra-Gatwick. Le rotte includono destinazioni turistiche stagionali e città europee di rilievo.

## Flotta
A maggio 2025, la flotta di BA Euroflyer è composta da:
| Aereo             | In servizio | Ordini | Passeggeri | Passeggeri | Passeggeri | Note                           |
| Aereo             | In servizio | Ordini | J          | Y          | Totale     | Note                           |
| ----------------- | ----------- | ------ | ---------- | ---------- | ---------- | ------------------------------ |
| L'Airbus A320-200 | 12          | —      | 30         | 126        | 156        | Trasferito da British Airways. |
| L'Airbus A321-200 | 11          | —      | 54         | 136        | 190        | Trasferito da British Airways. |
| Totale            | 23          | —      |            |            |            |                                |